# 松延赳士
 松延 赳士（まつのぶ たけし、 - ）は、は、日本の実業家。ソニーファイナンスインターナショナル代表取締役。

## 経歴
1968年に西南学院大学経済学部を卒業した後、ソニー商事（株）に入社。
1985年関東ソニー販売（株）代表取締役社長。その後�ソニー（株）国内営業本部企画室室長、ソニーマーケティング（株）常務取締役などを経て、2001年4月からソニーファイナンスインターナショナル代表取締役。